# Вандендриссхе, Фрэнки
Фрэнки Вандендриссхе (нидерл. Francky Vandendriessche; род. 7 апреля 1971, Варегем, Западная Фландрия) — бельгийский футболист, вратарь. В настоящий момент работает тренером вратарей в бельгийском клубе «Гент».

## Клубная карьера
В 1991 году Фрэнки перейдя из молодёжного клуба «Варегем», за который провёл 11 лет, в основу. С основной командой провёл 7 сезонов, сыграв 152 матча. Высшие достижения за клуб: 4 место в Бельгийской лиге (1992/93) и выход в полуфинал Кубка Бельгии (1992/93). В 1998 перешёл в «Мускорн», за который провёл 8 сезонов, сыграв 199 матчей. Помог клубу дойти до финала Кубка Бельгии 2001/02 (проигрыш «Брюгге» со счетом 1—3). В этом же сезоне Вандендриссхе был признан лучшим вратарём Бельгии. В 2005 на два сезона перешёл в «Серкль Брюгге», где сыграл 58 матчей. В 2007 Фрэнки закончил карьеру игрока.

## Карьера за сборную
За сборную Фрэнки провёл 1 матч в 2003 году, выйдя на замену, против Хорватии, когда травмировались Герт де Влигер и Фредерик Херпул. Матч окончился победой Хорватии со счетом 4—0.

## Карьера тренера
После своей игровой карьеры, Вандендриссхе стал тренер вратарей в своей бывшей команде «Мускорн». Но из-за финансовой проблем он ушёл оттуда во время летнего перерыва в 2009 году. 10 июля 2009 он стал тренер вратарей Сборной Бельгии, но был уволен 6 октября 2009. После чего 2 года был тренером вратарей в «Монсе». Следующие был тренером вратарей в «Кортрейке». С 2013 года по настоящее время является тренером вратарей в «Генте».

## Достижения

### «Варегем»
- Чемпион Второго дивизиона Бельгии: 1933/94

### Бельгия
- Премия честной игры чемпионата мира: 2002

### Индивидуальные
- Лучший вратарь чемпионата Бельгии: 2001/02